# Patata della Sila
La patata della Sila (patati da' a Sila in dialetto calabrese) è una varietà di patata coltivata sull'altopiano della Sila, in Calabria.
Dal 30 aprile 1998 fino al 9 ottobre 2010 ha fatto parte dell'albo dei prodotti agroalimentari tradizionali calabresi, ed è stata in seguito riconosciuta come prodotto IGP conquistando il marchio europeo. È iscritta nell'albo dei prodotti di montagna.

## Storia
I primi riferimenti alla coltivazione della patata della Sila si trovano nella Statistica del Regno di Napoli del 1811.

Certo è che la coltivazione della patata sull'altopiano silano è da sempre un'attività tradizionale e ha un ruolo importante nell'economia locale.
A metà degli anni cinquanta, per porre un certo ordine nella coltivazione del tubero, viene fondato il "Centro silano di moltiplicazione e selezione delle patate da seme" (CE.MO.PA. silano) che si occupa principalmente di diffondere semi certificati.

## Varietà

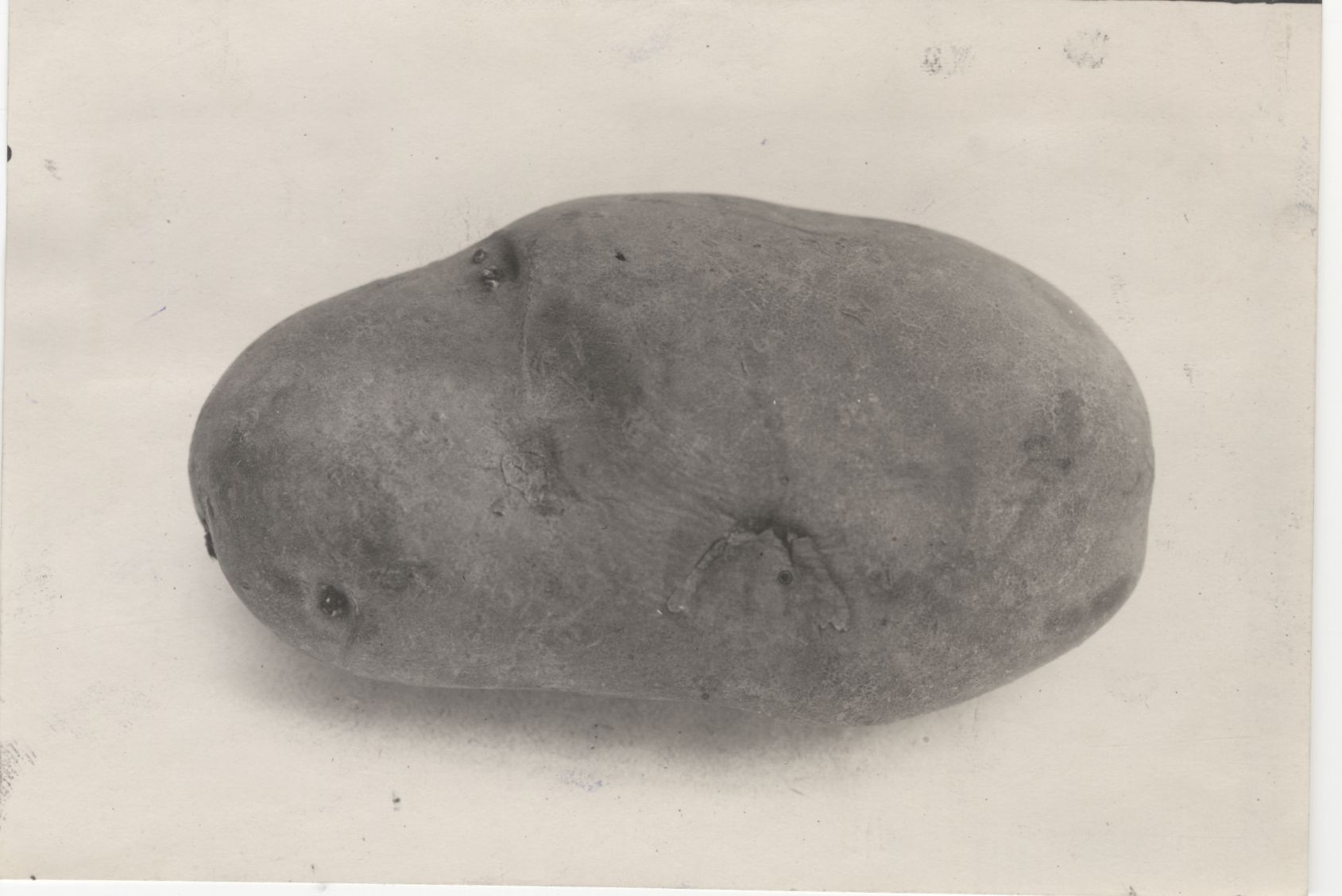
Patata Majestic

Vengono tuttora coltivate diverse varietà di patata della Sila:
- Agria
- Désirée
- Ditta
- Majestic
- Marabel
- Nicola

Alcune varietà sono olandesi (Agria, Désirée).
L'antico tubero locale era caratterizzato dalla buccia violacea e la pasta bianca.
La caratteristica principale della "Patata della Sila" è quella di possedere una percentuale di amido superiore alla media. Ciò rende il tubero calabrese più nutriente e soprattutto più saporito delle altre patate italiane. A conferirle queste caratteristiche è l'areale di produzione della patata situato sopra i 1000 m di altitudine. L'alta percentuale di amido le dà una maggiore consistenza e ciò richiede tempi di cottura un po' più lunghi.
È una patata di grande pregio con forti connotazioni organolettiche, caratteristiche date dall'essere l'unico prodotto di alta montagna coltivato nel centro del Mediterraneo. La coltivazione a quote elevate, e il notevole sbalzo termico che di conseguenza subisce il prodotto, ha reso la buccia della patata più protettiva e con una maggiore capacità di resistenza ad attacchi batterici.

## Zona di produzione
La patata della Sila viene prodotta limitatamente nei seguenti comuni:
- Acri, Aprigliano, Bocchigliero, Celico, Colosimi, Longobucco, Parenti, Casali del Manco, Rogliano, San Giovanni in Fiore, Spezzano della Sila in Provincia di Cosenza;
- Taverna in Provincia di Catanzaro.

## Folklore
- a Camigliatello Silano, dal 1978, nel mese di ottobre si tiene la "Sagra della patata della Sila";
- a Parenti, dal 1980, l'ultima domenica di agosto si tiene una manifestazione folkloristico-culinaria incentrata sulla patata della Sila.
- a Villaggio Cutura, Taverna (CZ), dal 1982, nel mese di Ottobre si svolge una manifestazione eno-gastronomica denominata Sagra della Salsiccia e della Patata Silana